# گالیم استیل‌استونات
گالیم استیل‌استونات، یا به صورت خلاصه Ga(acac)۳، یک کمپلکس شیمیایی با فرمول Ga(C۵H۷O۲)۳ است. این کمپلکس گالیم با سه لیگاند استیل‌استونات در پژوهش‌ها مورد استفاده قرار می‌گیرد. این مولکول با تقارن D۳، با دیگر سه‌تایی(استیل‌استونات)های هشت‌ضلعی هم‌شکلی دارد.

## یادکرد
1. ↑  Dymock, K.; Palenik, G. J. (1974). "Tris(acetylacetonato)gallium(III)". Acta Crystallographica Section B Structural Crystallography and Crystal Chemistry. 30 (5): 1364–1366. doi:10.1107/S0567740874004833.